# 岩手西濃運輸
岩手西濃運輸株式会社（いわてせいのううんゆ）は、岩手県盛岡市に本社を置いていた西濃グループ傘下の運送会社。
秋田・岩手を中心に西濃運輸の貨物集配を行っている。また、各地（仙台・郡山）への路線代行便を運行。
そのほかにも貸切便輸送も行っている。
西濃運輸の着店によって（岩手・宮城の両県の殆どの地域）、ヤマト運輸と委託中継契約を結んでいる。配達の殆んどは、委託以外のミニ便・宅配・着払・代引・一般便（ミニ便サイズ超過品、複数個口品）等となる。
2014年4月1日に宮城西濃運輸と合併・統合し東北西濃運輸へ社名を変更した。

## 歴史
- 1987年9月 - 岩手県（盛岡市及び紫波郡を除く）を中心に西濃運輸取扱貨物の下請を行う協力会社として岩手西濃運輸株式会社を設立
- 19xx年xx月 - 株式交換によりセイノーホールディングス（旧　西濃運輸）の完全子会社となる
- 2014年4月1日 - 岩手西濃運輸を存続会社として宮城西濃運輸と合併・統合のうえ、社名を東北西濃運輸に改称。[1]

## 支店・営業所等
水沢支店と大館営業所に店番が付与されており、西濃ネットワークの着店としての機能をはたしている。
営業エリア内
- 本社
- 本社営業所（本社内）
  - 担当エリア： 岩手県北部
※ただし、盛岡市及び紫波郡を除く（西濃運輸直接集配地域）
- 水沢支店(店番:111)
  - 担当エリア： 岩手県南部（北上市、奥州市、一関市、西和賀郡、西磐井郡平泉町、東磐井郡藤沢町）、沿岸南部（大船渡市、陸前高田市、気仙郡住田町）
- 宮古営業所（三八五流通宮古支店に併設）
  - 担当エリア： 岩手県沿岸北部（宮古市、釜石市、下閉伊郡、上閉伊郡）
※久慈市、九戸郡は三八五流通八戸支店中継地域

県外
- 福島営業所（福島県）
  - 担当エリア　二本松市、伊達郡
- 大館営業所（秋田県　店番:124　三八五流通大館支店に併設）
  - 担当エリア  大館市、鹿角市、北秋田市、北秋田郡、鹿角郡

## 車体区分
営業トラックなどには、親会社の西濃運輸と表記されることが多くなった。実際の西濃運輸の車両と区別するため、後部扉（殆どが右下）に地域会社名を囲い表示をしている。

## 関連会社
西濃運輸グループ持株会社
- セイノーホールディングス株式会社

セイノーホールディングスの子会社
- 西濃運輸株式会社
- 宮城西濃運輸株式会社